# Space Babies
"Space Babies" (디즈니+ 한국어 제목: 우주 아기들)는 영국의 SF 드라마 닥터 후의 2024년 시즌 1의 첫번째 에피소드이다. 각본은 러셀 T 데이비스가, 감독은 줄리 앤 로빈슨이 맡았으며 2024년 5월 11일 BBC iPlayer와 디즈니+에서 제2화 "The Devil's Chord"와 동시에 공개되었다.
에피소드의 줄거리는 외계인 시간여행자 15대 닥터 (슈티 개트와)와 루비 선데이 (밀리 깁슨)가 첫 여행으로 먼 미래의 우주정거장에 도착한 뒤, 그곳의 '아기 농장'에서 태어난 아이들이 '끈적이 괴물'이란 생명체의 위협을 받고 있다는 사실을 알게 되고 문제 해결에 나선다는 이야기이다. 영국에서 401만 명의 시청자를 동원하였으며 평론가들의 평가는 대체로 긍정적이었다. 2024년 8월 8일 영국에서 앨리슨 럼피트의 소설판이 출간될 예정이다.

## 줄거리
첫 여행에 나선 닥터와 루비 선데이는 공룡이 살던 수억년 전의 북아메리카 대륙에 도착한다. 그곳에서 나비를 밟아버린 루비는 난데없이 외계 파충류의 모습으로 바뀌어 버리고, 놀란 닥터는 밟힌 나비를 되살려 루비를 원래대로 되돌려 놓는다.
이후 루비 선데이가 정한 대로 미래의 연도로 향한 두 사람은 어떤 우주 정거장의 어두운 통로에서 괴물과 마주치게 된다. 벽면의 엘리베이터를 찾아 높은곳으로 올라간 두 사람은 사실 이 우주정거장이 말하는 아기들이 운영하는 '아기 농장'임을 알게 된다. 아기들의 생산과 양육을 위해 지어진 이 시설에서 아기들은 지하의 '끈적이 괴물' (Bogeyman)이란 괴생명체가 존재한다는 사실에 두려움에 떨고 있었다. 이들을 보살피는 인공지능 시스템으로 '나니' (NAN-E)가 있는 것을 확인한 닥터는 나니의 프로그래밍이 이뤄지는 공간으로 향하는데 그곳에서 마주한 것은 '조슬린'이라는 여인이었다.
어째서 이곳에 혼자 있느냐는 질문에 조슬린은 예산 부족으로 정부에서 퇴선 명령을 내렸지만 아기들을 생산하는 양육 장치를 꺼버리는 것은 불법으로 규정되었다고 설명한다. 선원들 모두가 정부조치에 항의했지만 결국 우주정거장을 떠날 수밖에 없었고, 자신만 혼자 남아 AI 행세를 하며 아기들의 곁에 있었다고 밝힌다. 닥터는 근처에 난민을 받아주는 행성이 있는 것을 발견하고 조슬린과 우주 아기들을 그곳으로 보내주겠다고 약속한다.
이때 아기들 가운데 '에릭'이란 남자아이가 용기를 내어 끈적이괴물과 맞서지만 당연히 상대가 되지 못하고, 닥터와 루비, 나머지 아기들이 힘을 합쳐 에릭을 구해낸다. 그와중에 닥터는 그동안 수없이 많은 괴생명체들을 마주해 왔지만 이 끈적이괴물이란 녀석은 어째서인지 무서워서 도망치고 싶은 느낌에 의아해한다.
이후 우주선 시스템을 분석한 결과 닥터는 우주선 자체가 아기들을 즐겁게 만들기 위한 일환으로 끈적이괴물을 만들어냈음을 알아낸다. 게다가 시스템이 아기들의 명령을 곧이곧대로 받아들이는 바람에 끈적이괴물의 재료가 '끈적이' (Bogey), 즉 아기들이 흘린 콧물이란 사실을 접하고 경악한다.  이후 조슬린은 닥터와 루비에게 끈적이괴물을 에어록으로 유인하라고 지시한 뒤 우주 밖으로 방출하기 시작한다. 그런데 이때 루비가 끈적이괴물도 아기가 태어날 때 같이 나타났으니 아기가 아니냐고 지적하며 에어록의 방출을 중단하고, 닥터는 끈적이괴물의 목숨을 살려 준다. 이후 아기들은 끈적이괴물의 성격을 조작하여 순한 개처럼 행동하도록 만든다.
닥터는 우주선의 시스템을 재구성한 뒤 난민 행성으로 날아갈 수 있도록 설정해 둔다. 닥터는 루비에게 타디스 열쇠를 건넨 뒤 함께 여행을 떠나자고 제안한다. 이 때 닥터는 루비의 어머니가 루비를 교회에 두고 온 날 밤은 가지 않겠다고 약속하라는 조건을 내건다. 카를라와 체리가 있는 원래 시간대로 돌아오자 갑자기 타디스 내부에 눈이 내린다. 이 광경에도 별달리 놀라지 않는 루비를 본 닥터는 루비의 DNA 스캔을 실시한다.

## 제작

### 기획과 촬영
"Space Babies"의 감독은 줄리 앤 로빈슨이 맡았다. 제작일정 블록은 제3화 "Boom" (폭발)과 함께 세번째 일정으로 편성되었다. 루비 선데이 역의 밀리 깁슨은 이번 에피소드가 "OG 팬→원래 챙겨보던 팬들을 위한 것"이라고 밝혔다. 다만 신규 팬 유입을 위한 도입부라는 점도 감안하여 각본이 짜여졌다.
작중 등장하는 우주 아기들은 실제 아기 20명을 동원하여 촬영하였다. 다만 아역배우의 노동을 제한한 영국 법과 배우조합의 규범에 의거하여 인형으로 대체한 장면도 있다. 원래라면 말을 못하는 아기들이 입을 움직이는 장면에 CG 처리가 이뤄졌다. 당시 현장에 활용된 인형들이 너무 어색해서 배우들이 무서워했다는 후문이다.

### 캐스팅
슈티 개트와와 밀리 깁슨이 각각 15대 닥터와 루비 선데이 역으로 출연하였다. 통신 책임자 지나 역에는 수전 트위스트가 출연하였는데 크레딧에는 소개되지 않았다. 수전 트위스트는 이번 시즌의 모든 에피소드에서 각각 별개의 배역인 듯한 모습으로 조금씩 출연한다.
작중 아기 '에릭'의 성우에는 원래 레니 러쉬 (Lenny Rush)가 캐스팅되었으나, 그의 연기력을 아까워한 제작진이 에릭 역에서 하차시키는 대신 제8화 "The Legend of Ruby Sunday" (루비 선데이의 전설)의 UNIT 과학고문 '모리스 기브슨' 역으로 출연하게 되었다. 에릭 성우 역에는 새미 앰버 (Sami Amber)가 대신 캐스팅됐다.

## 방송과 평가

### 방송
"Space Babies"는 2024년 5월 11일 정각 BBC iPlayer와 디즈니+를 통해 온라인으로 처음 공개되었으며, 영국에서는 당일 오후 BBC One을 통해 처음 공개되었다.디즈니는 영국, 아일랜드 외 전세계 국가의 에피소드 공개를 맡았다. 본방영에 앞서 5월 6일 평론가 전용 조기 상영회가 열렸다.
이번 에피소드는 직후 방송된 제2화 "The Devil's Chord"와 함께 공개되었으며, 2021년 시리즈 13 마지막화 "The Vanquishers" 이후 3년 만에 처음으로 방송되는 정규 시즌 에피소드가 되었다.
영국 BBC의 밤사이 시청률 통계에 따르면 이번 에피소드의 시청자수는 260만 명으로 집계되었으며 제2화보다 20만 명이 더 많은 것으로 추산됐다. 시청률이 저조한 이유과 관련해 라디오 타임스의 루이즈 그리핀 (Louise Griffin)은 BBC iPlayer에서 먼저 공개된 뒤 20시간이나 지난 뒤에야 TV 방영이 이뤄졌기 때문이라고 지적하며, 실제로 에피소드를 시청한 사람은 훨씬 더 많을 수 있다고 밝혔다. 최종 집계 결과 이번 에피소드의 시청자수는 410만 명으로 드러났다.

### 평가
평점 사이트 로튼 토마토의 전문가 리뷰에서는 평론가 13인에 92%의 신선도를 기록하였으며 평점은 10점 만점에 6.8점이었다. 로튼 토마토는 "활기차고 별난 느낌으로 시작하는 'Space Babies'는 소개하는 것만으로도 은하계를 넘나드는 즐거움의 꾸러미다"라는 총평을 내렸다. 메타크리틱의 평점은 평론가 18인, 100점 만점에 72점이었으며 '대체로 호평' 등급이 매겨졌다.
가디언 지의 잭 실 (Jack Seale)은 이번 에피소드가 "재미는 있지만 별로 특별할 것도 없고 결국엔 앞뒤가 안 맞는, 닥터후의 중위권 단편의 교과서적인 예시"라고 지적했다. 인디펜던트의 에드 파워 (Ed Power)는 "화면에 완전히 구현되지 않은 유망한 소재가 있지 않았을까"라고 평했다. 덴 오브 긱의 스테판 모하메드 (Stefan Mohamed)는 에피소드에 쓰인 CG는 혹평하면서도 13대 닥터 시절의 중요설정인 "The Timeless Children"의 줄거리에 합을 맞춘 부분에는 호평하였다.

## 소설판
이번 에피소드의 내용을 소설화한 책이 2024년 5월 사전예약으로 출간된다. 작가는 앨리슨 럼피트 (Alison Rumfitt)가 맡았으며 2024년 8월 8일 문고판으로 정식 출시된다. 같은 날 오디오북 에디션도 출시될 예정이다.